# Tần Phong
Tần Phong (chữ Hán: 秦丰, ? – 29), người hương Lê Khâu, huyện Kỵ (hoặc Kỳ, chữ Hán: 邔) 1, Nam Quận, Kinh Châu , thủ lĩnh quân phiệt cuối đời Tân, đầu đời Đông Hán.

## Cuộc đời
Thiếu thời, Phong du học ở Trường An, học luật lệnh, hồi hương làm huyện lại. Năm Địa Hoàng thứ 2 (21), ông khởi binh, chiếm cứ hương Lê Khâu 2. Năm Canh Thủy thứ 2 (24), tự xưng Sở Lê vương 3. Năm Kiến Vũ thứ 2 (26), nắm giữ 12 huyện 4.
Tháng 7 năm thứ 3 (27), Chinh nam đại tướng quân Sầm Bành tiến đánh Lê Khâu, Phong cùng bộ tướng Thái Hoành cố thủ huyện Đặng thuộc quận Nam Dương, quân Hán vài tháng không thể tiến quân. Bành ban lệnh tiến đánh Sơn Đô thuộc quận Nam Dương, rồi thả những tù binh vốn là binh sĩ của ông, để bọn họ quay về báo tin cho Phong. Trong lúc ông đưa quân sang phía tây, Bành ở phía đông đánh bại bộ tướng của Phong là Trương Dương đang phòng thủ ở núi A Đầu, huyện Tương Dương thuộc quận Nam Dương, sau đó tiến đến Lê Khâu, dẹp được tất cả các cánh quân đồn trú xung quanh nơi này. Ông vội đưa quân về cứu, Bành dựa Đông Sơn lập doanh trại. Phong và Thái Hoành trong đêm nổi trống tấn công, nhưng Bành đã có chuẩn bị, ông bị đánh cho đại bại, Thái Hoành tử trận; bộ tướng Triệu Kinh dâng Nghi Thành thuộc Nam Quận hàng Hán, hợp binh với Bành vây Lê Khâu 5.
Cuối năm, bộ tướng của Phong là Trương Thành cùng thủ lĩnh quân phiệt vừa chạy từ Hán Trung đến Nam Dương là Duyên Sầm tấn công Đông Dương tụ, huyện Dục Dương thuộc quận Nam Dương, thất bại, Trương Thành tử trận, Sầm chạy đến chỗ Tần Phong. Trong thời gian này, thủ lĩnh quân phiệt ở Di Lăng thuộc Nam Quận là Điền Nhung đến cứu Lê Khâu, bị Sầm Bành đánh bại. 5 Sử cũ chép ông gả con gái cho Sầm, Nhung, nhưng không nói rõ vào thời gian nào!? 6 Bởi trước khi đi cứu Lê Khâu, Nhung đã có vợ khác 7.
Tháng 2 năm thứ 4 (28), Phong phái Sầm tấn công Thuận Dương thuộc quận Nam Dương, Sầm bị tướng Hán là Đặng Vũ đánh bại, chạy đến Hán Trung 8. Tháng 11, Kiến nghĩa đại tướng quân Chu Hỗ thay Sầm Bành bao vi Lê Khâu, còn Bành thảo phạt Điền Nhung 5 9. Tháng 12, Quang Vũ đế thân chinh Lê Khâu, khuyên hàng Phong, nhưng ông không chịu đầu hàng. Quang Vũ đế mệnh cho Chu Hỗ phải giết Phong không tha, rồi quay về Lạc Dương.
Chu Hỗ tận lực tấn công, đến tháng 6 năm sau (29), Phong khốn cùng, đưa mẹ cùng vợ con 9 người, cởi trần ra hàng. Hỗ không nỡ giết, bỏ xem tù đưa về Lạc Dương. Quang Vũ đế không bắt tội Hỗ, nhưng vẫn xử tử Phong.